# Attignéville
Attignéville est une commune française située en Lorraine, dans le département des Vosges, en région Grand Est.
Ses habitants sont appelés les Attignévillois.

## Géographie

### Géologie et relief
La commune se compose de 38,08 hectares de territoires artificialisés (2,60 %), 889,70 hectares de territoires agricoles (60,73 %) et 537,22 hectares de forêts et milieux semi-naturels (36,67 %).
Espaces naturels :
- Un espace protégé hors Natura 2000 : Le potelon[3],
- Trois zones naturelles d'intérêt écologique, faunistique et floristique (Znieff) :

Pays de Neufchâteau,
Carrière vers la Combe à Attignéville,
Pelouses vers le Potelon à Attignéville.
- Un inventaire national du patrimoine géologique : Défilé de la Roche dit "verrou tectonique de Removille"[7].

Située dans un vallon près de la vallée du Vair, la commune est à 13 km de Neufchâteau et à 61 km d'Épinal. Alors que l'altitude du village excède de peu 300 mètres, elle s'élève vers le nord où le territoire se partage entre la polyculture et la large forêt d'Attignéville qui se prolonge en Meurthe-et-Moselle.
Côté sud, c'est le Vair qui sépare la commune de ses voisines, Houéville et Barville.

### Hydrographie et les eaux souterraines
Hydrogéologie et climatologie : Système d’information pour la gestion des eaux souterraines du bassin Rhin-Meuse :
Territoire communal : Occupation du sol (Corinne Land Cover); Cours d'eau (BD Carthage),
Géologie : Carte géologique; Coupes géologiques et techniques,
 Hydrogéologie : Masses d'eau souterraine; BD Lisa; Cartes piézométriques.
La commune est située dans le bassin versant de la Meuse au sein du bassin Rhin-Meuse. Elle est drainée par le Vair,.
Le Vair, d'une longueur totale de 65,3 km, prend sa source dans la commune de Dombrot-le-Sec et se jette  dans la Meuse à Maxey-sur-Meuse, en limite avec Greux, après avoir traversé 23 communes.

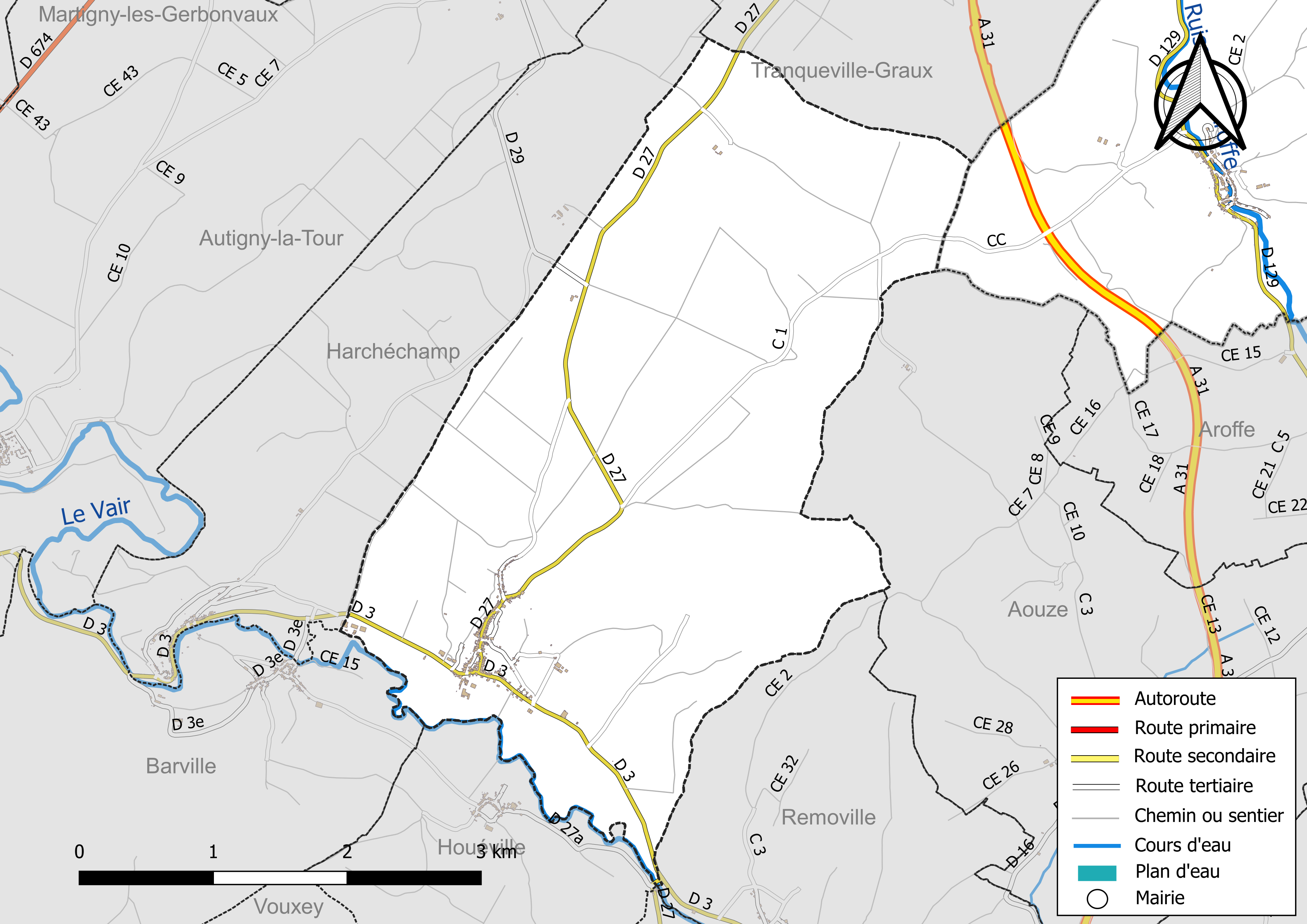
Réseaux hydrographique et routier d'Attignéville.

### Climat
Pour des articles plus généraux, voir Climat du Grand Est et Climat des Vosges.
En 2010, le climat de la commune est de type climat de montagne, selon une étude du Centre national de la recherche scientifique s'appuyant sur une série de données couvrant la période 1971-2000. En 2020, Météo-France publie une typologie des climats de la France métropolitaine dans laquelle la commune est exposée à un climat océanique altéré et est dans la région climatique Lorraine, plateau de Langres, Morvan, caractérisée par un hiver rude (1,5 °C), des vents modérés et des brouillards fréquents en automne et hiver.
Pour la période 1971-2000, la température annuelle moyenne est de 9,6 °C, avec une amplitude thermique annuelle de 16,8 °C. Le cumul annuel moyen de précipitations est de 1 066 mm, avec 13,2 jours de précipitations en janvier et 9,8 jours en juillet. Pour la période 1991-2020, la température moyenne annuelle observée sur la station météorologique de Météo-France la plus proche, « Rollainville », sur la commune de Rollainville à 6 km à vol d'oiseau, est de 10,3 °C et le cumul annuel moyen de précipitations est de 860,3 mm. 
La température maximale relevée sur cette station est de 39,6 °C, atteinte le 25 juillet 2019 ; la température minimale est de −18,2 °C, atteinte le 20 décembre 2009,,.
Les paramètres climatiques de la commune ont été estimés pour le milieu du siècle (2041-2070) selon différents scénarios d'émission de gaz à effet de serre à partir des nouvelles projections climatiques de référence DRIAS-2020. Ils sont consultables sur un site dédié publié par Météo-France en novembre 2022.

## Urbanisme

### Typologie
Au 1er janvier 2024, Attignéville est catégorisée commune rurale à habitat dispersé, selon la nouvelle grille communale de densité à sept niveaux définie par l'Insee en 2022.
Elle est située hors unité urbaine. Par ailleurs la commune fait partie de l'aire d'attraction de Neufchâteau, dont elle est une commune de la couronne,. Cette aire, qui regroupe 72 communes, est catégorisée dans les aires de moins de 50 000 habitants,.

### Occupation des sols
L'occupation des sols de la commune, telle qu'elle ressort de la base de données européenne d’occupation biophysique des sols Corine Land Cover (CLC), est marquée par l'importance des territoires agricoles (60,6 % en 2018), une proportion identique à celle de 1990 (60,6 %). La répartition détaillée en 2018 est la suivante : 
terres arables (38,2 %), forêts (32,6 %), prairies (22,2 %), milieux à végétation arbustive et/ou herbacée (4,2 %), zones urbanisées (2,6 %), zones agricoles hétérogènes (0,2 %). L'évolution de l’occupation des sols de la commune et de ses infrastructures peut être observée sur les différentes représentations cartographiques du territoire : la carte de Cassini (XVIIIe siècle), la carte d'état-major (1820-1866) et les cartes ou photos aériennes de l'IGN pour la période actuelle (1950 à aujourd'hui).

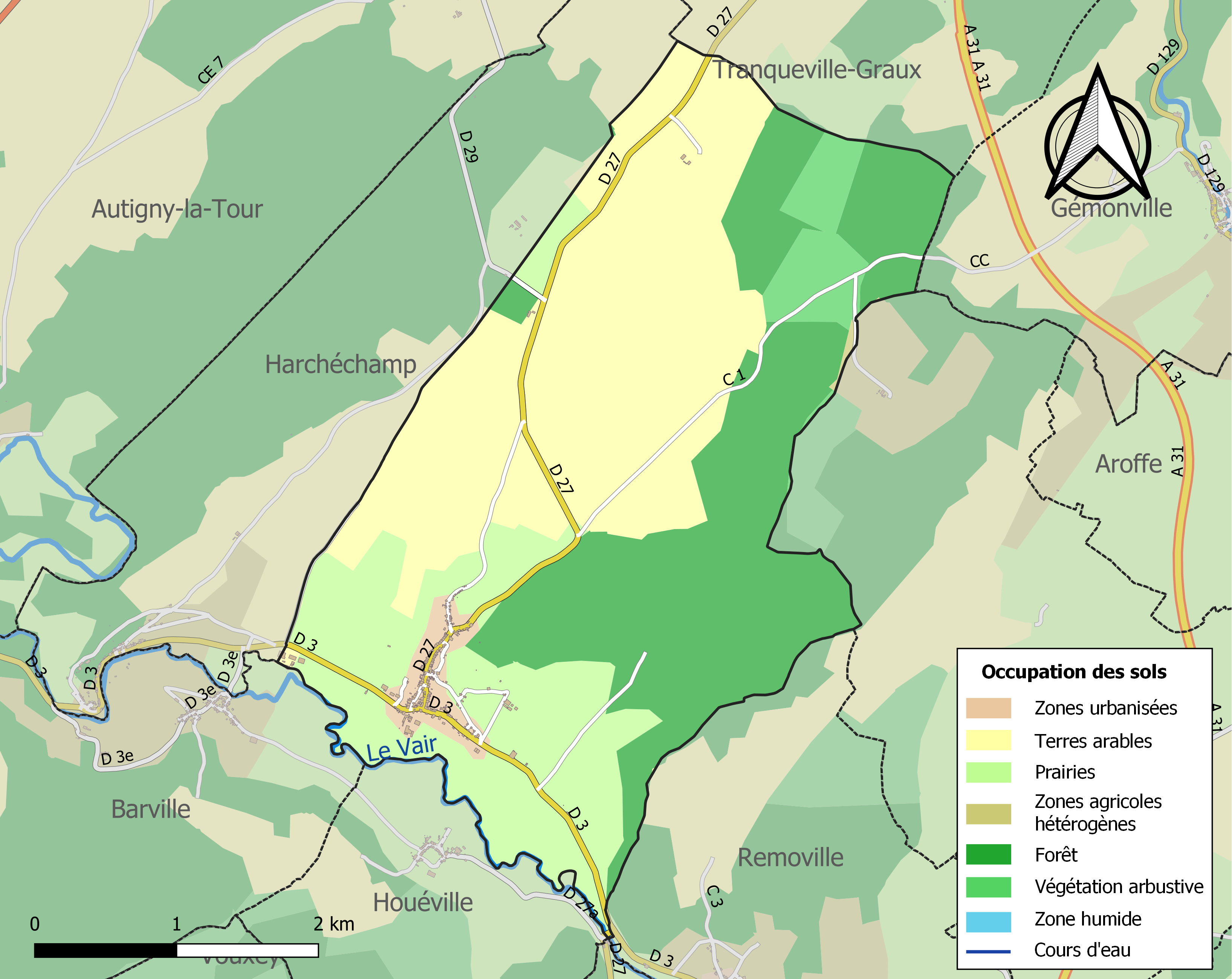
Carte des infrastructures et de l'occupation des sols de la commune en 2018 (CLC).

### Voies de communications et transports

#### Voies routières
- A31 (aussi appelée autoroute de Lorraine-Bourgogne). Échangeurs Châtenois, Colombey-les-Belles, Bulgnéville.

#### Transports en commun
- Fluo Grand Est.

#### Lignes SNCF
- Gare de Contrexéville
- Gare de Vittel
- Gare de Neufchâteau

#### Transports aériens
- L'Aéroport d'Épinal-Mirecourt « Vosges Aéroport ».

À partir de l'été 2021, l’aéroport d’Épinal-Mirecourt est devenu le "pélicandrome" de la Zone Est et servira ainsi de base de ravitaillement et d’intervention pour les avions bombardiers d’eau connus sous le nom de Dash 8.

## Histoire
Le village faisait partie de la baronnie du Châtelet. Il dépendait en 1594 du bailliage de Nancy.
Passé dans le bailliage de Neufchâteau, il avait en 1711 plusieurs seigneurs, parmi lesquels les Bassompierre et le chapitre de Remiremont.
La haute, moyenne et basse justice au ban d'Attignéville appartenait par moitié aux voués et par moitié au petit chancelier de l'église Saint-Pierre de Remiremont. Il y avait une chapelle de Notre-Dame-de-Pitié, fondée le 17 juin 1775 par Élophe Jâquet d'Haroué.
De 1790 à l’an IX, Attignéville a fait partie du canton de Vouxey, dans le district de Neufchâteau.

## Politique et administration

### Budget et fiscalité 2023

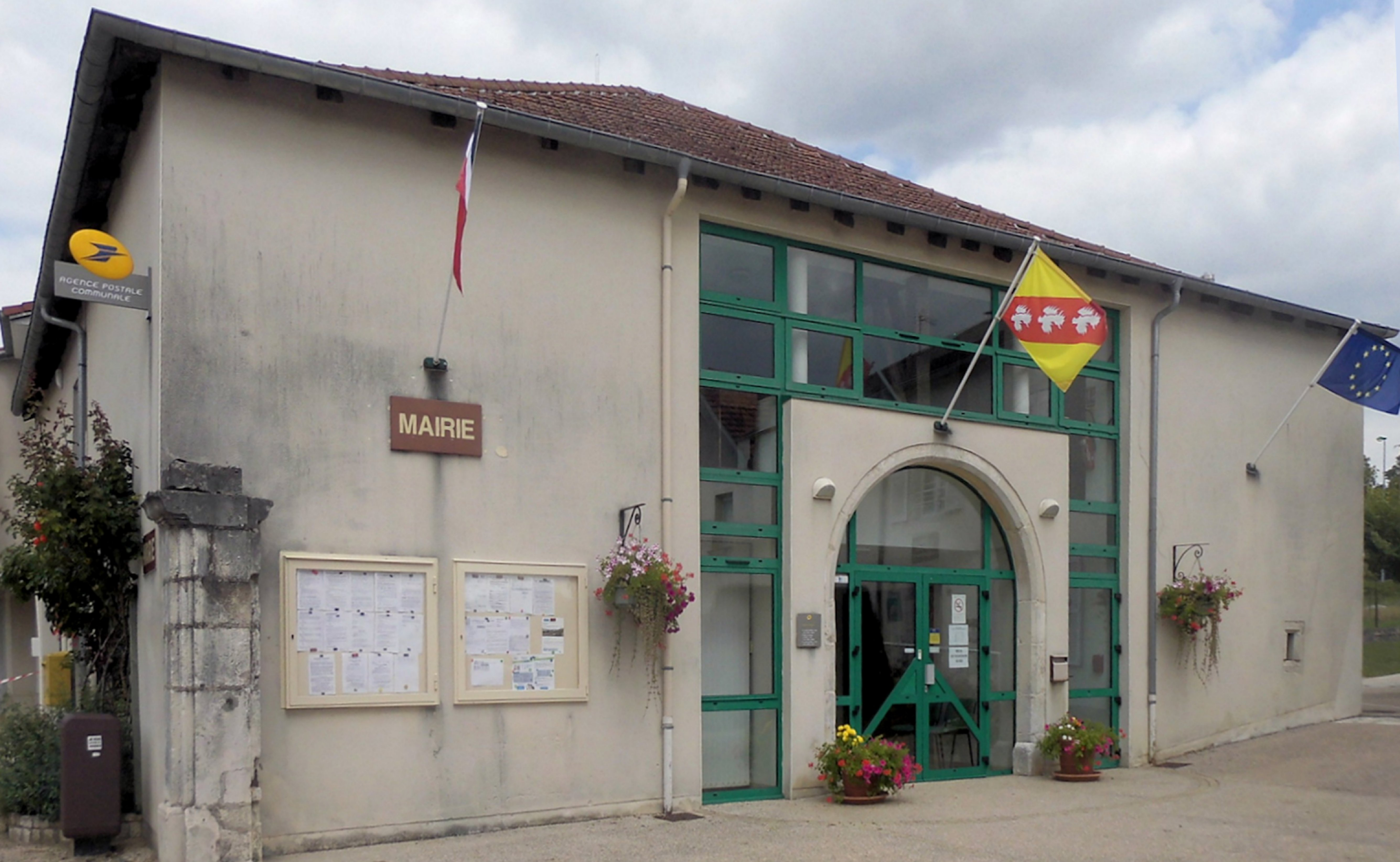
La mairie.

En 2023, le budget de la commune était constitué ainsi :
- total des produits de fonctionnement : 306 000 €, soit 1 491 € par habitant ;
- total des charges de fonctionnement : 283 000 €, soit 1 381 € par habitant ;
- total des ressources d'investissement : 293 000 €, soit 1 431 € par habitant ;
- total des emplois d'investissement : 638 000 €, soit 3 114 € par habitant ;
- endettement : 154 000 €, soit 752 € par habitant.

Avec les taux de fiscalité suivants :
- taxe d'habitation : 27,97 % ;
- taxe foncière sur les propriétés bâties : 43,73 % ;
- taxe foncière sur les propriétés non bâties : 28,33 % ;
- taxe additionnelle à la taxe foncière sur les propriétés non bâties : 0,00 % ;
- cotisation foncière des entreprises : 0,00 %.

Chiffres clés Revenus et pauvreté des ménages en 2021 : médiane en 2021 du revenu disponible, par unité de consommation : 22 150 €.

### Liste des maires
| Période                                  | Période                    | Identité          | Étiquette | Qualité                                        |
| ---------------------------------------- | -------------------------- | ----------------- | --------- | ---------------------------------------------- |
| Les données manquantes sont à compléter. |                            |                   |           |                                                |
| 1995                                     | 2020                       | Mireille Régent   | DVD       | Retraitée secrétaire médicale                  |
| 2020                                     | En cours (au 25 août 2020) | Frédéric Poirette | SE        | Cadre administratif et commercial d'entreprise |

## Population et société

### Démographie

#### Évolution démographique
Les habitants sont nommés les Attignévillois et les habitantes les Attignévilloises.
L'évolution du nombre d'habitants est connue à travers les recensements de la population effectués dans la commune depuis 1793. Pour les communes de moins de 10 000 habitants, une enquête de recensement portant sur toute la population est réalisée tous les cinq ans, les populations de référence des années intermédiaires étant quant à elles estimées par interpolation ou extrapolation. Pour la commune, le premier recensement exhaustif entrant dans le cadre du nouveau dispositif a été réalisé en 2008.

En 2022, la commune comptait 210 habitants, en évolution de −6,67 % par rapport à 2016 (Vosges : −2,96 %, France hors Mayotte : +2,11 %).
| 1793 | 1800 | 1806 | 1821 | 1831 | 1836 | 1841 | 1846 | 1856 |
| ---- | ---- | ---- | ---- | ---- | ---- | ---- | ---- | ---- |
| 500  | 544  | 550  | 571  | 605  | 675  | 788  | 715  | 807  |

| 1861 | 1866 | 1876 | 1881 | 1886 | 1891 | 1896 | 1901 | 1906 |
| ---- | ---- | ---- | ---- | ---- | ---- | ---- | ---- | ---- |
| 840  | 615  | 580  | 521  | 519  | 516  | 501  | 449  | 428  |

| 1911 | 1921 | 1926 | 1931 | 1936 | 1946 | 1954 | 1962 | 1968 |
| ---- | ---- | ---- | ---- | ---- | ---- | ---- | ---- | ---- |
| 446  | 346  | 349  | 352  | 361  | 303  | 312  | 275  | 285  |

| 1975 | 1982 | 1990 | 1999 | 2006 | 2008 | 2013 | 2018 | 2022 |
| ---- | ---- | ---- | ---- | ---- | ---- | ---- | ---- | ---- |
| 268  | 271  | 252  | 254  | 230  | 223  | 231  | 210  | 210  |

### Enseignement
Établissements d'enseignements :
- Écoles maternelles et primaires à Martigny-les-Gerbonvaux, Rainville, Soulosse-sous-Saint-Élophe, Pleuvezain.
- Collèges à Châtenois, Neufchâteau, Colombey-les-Belles, Mandres-sur-Vair.
- Lycées à Neufchâteau, Mandres-sur-Vair, Contrexéville.

### Santé
Professionnels et établissements de santé :
- Médecins à Vicherey, Châtenois, Neufchâteau, Coussey, Gironcourt-sur-Vraine, Sauvigny, Colombey-les-Belles.
- Pharmacies à Vicherey, Châtenois, Neufchâteau, Coussey, Gironcourt-sur-Vraine, Colombey-les-Belles, Bulgnéville, Liffol-le-Grand, Vézelise, Vittel.
- Hôpitaux à Neufchâteau, Vittel, Mirecourt, Mattaincourt.

### Cultes
- Culte catholique, Paroisse Saint-Jean-Baptiste-au-Pays-de-Châtenois[36], Diocèse de Saint-Dié.

## Économie

### Entreprises et commerces

#### Commerces
- Commerces et services de proximité[37].
- Moulin, haut fourneau dit Moulin de la Gravière[38].
- Usine métallurgique[39].
- Maison dite le Château[40].

## Culture locale et patrimoine

### Lieux et monuments
- Église Saint-Lambert[41] :

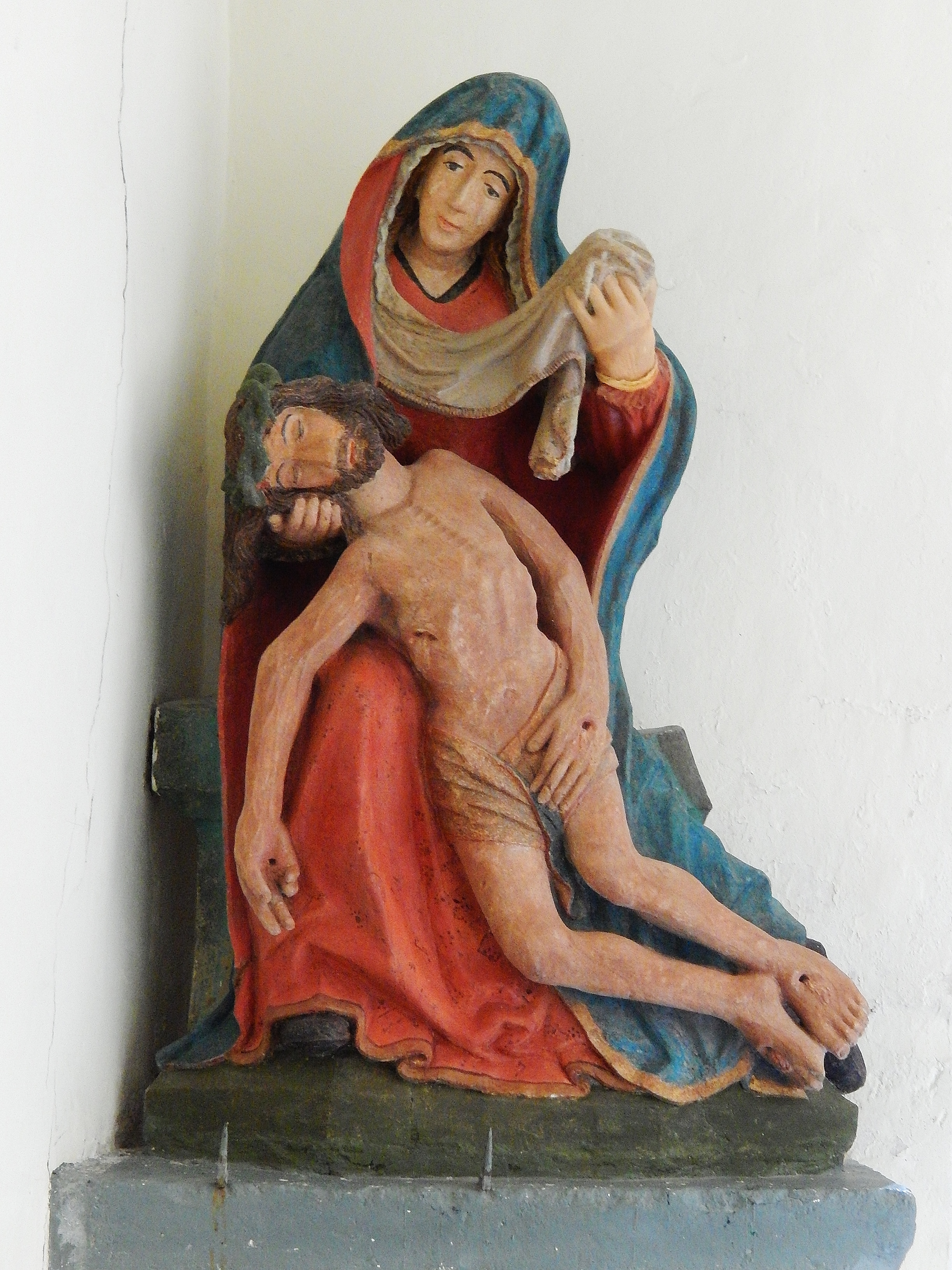
Vierge de Pitié.

  - La vierge de Pitié : Sculpture du XVIe siècle  en pierre calcaire polychrome[42]. La  Vierge supporte  le corps de son fils  en lui tenant d’une main la tête  tournée vers l’extérieur  et  de l’autre elle essuie ses larmes avec un pan de sa robe. Le corps du  Christ est abandonné sur sa mère ; ses bras pendent. La statue a été classée en tant qu'objet au titre des monuments historiques le 08/11/1963[43].
  - Le retable de la Crucifixion et des douze apôtres : Datant du XVIe siècle cet autel a été sculpté en pierre calcaire polychrome[44]. Sur sa base, on peut lire qu’il a été réalisé pour Jean Ballet, chanoine de Toul, curé de la paroisse d’Attignéville en 1529. Trois parties composent ce retable. Au centre, sous un dais, sur un fond représentant Jérusalem, figure Le Christ entouré de la Vierge Marie, de saint Pierre et d’un chanoine. De part et d’autre, deux ailes  dans lesquelles sont creusés les apôtres porteurs de l’objet qui les caractérisent  (chacun placé sous un dais).

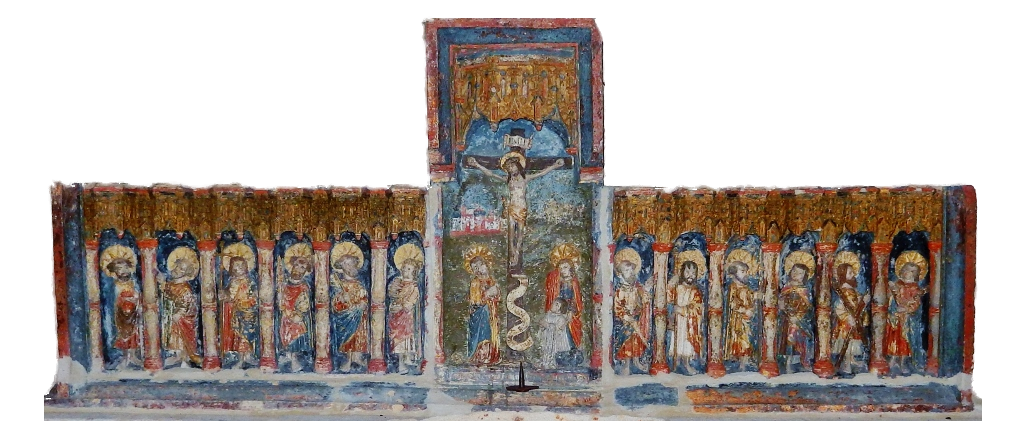
Retable.

De gauche à droite : saint Simon (apôtre) : équerre ; saint Jacques le Mineur : la massue ; saint Philippe (apôtre) : la croix ; saint Barthélémy (apôtre) : le couteau à dépecer ; saint Pierre (apôtre) : la clé ; saint Jean l'Evangéliste : la coupe ; saint Paul de Tarse : l’épée ; saint Jacques le Majeur : le bâton de pèlerin ; saint Jude Thaddée : l’épée ; saint Matthieu : l’épée ; saint André (apôtre) : la croix en forme de X ; saint Thomas (apôtre) : l’équerre. Le retable a  été, en tant qu'objet, classé au titre des monuments historiques le 04/11/1908.

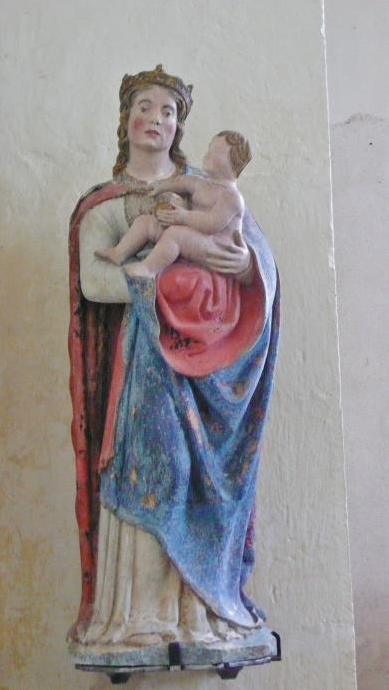
Vierge à l'Enfant.

- - Vierge à l'Enfant. Sculpture en pierre polychrome du XVIe siècle. Vêtue d’une robe longue, un manteau bleu sur les épaules et une couronne sur la tête, la Vierge porte sur son bras l’Enfant Jésus. L’Enfant tient le globe terrestre d’une main et s’accroche au lien du manteau de l'autre. Cette statue a été inscrite à l’inventaire des Monuments Historiques le 18/11/2008 (statue sécurisée)[45].
  - Saint Évêque aux donateurs. Sculpture en pierre polychrome du XVIe siècle. Vêtu d’une longue tunique et d’un manteau, le saint tient un livre ouvert dans une main ; il devait tenir dans l’autre main une crosse ou un bâton. Il est présenté avec ses insignes épiscopaux : la mitre et à ses pieds figurent deux petits personnages en prière. La statue a été classée, en tant qu'objet, au titre des Monuments Historiques le 15/05/1980 (statue sécurisée)[46].
  - Saint Lambert. Sculpture en pierre polychrome du XVIe siècle. Saint Lambert est revêtu d’une longue tunique, d’une étole et d’un long manteau. Sur sa tête est posée une mitre. À la main il tient un bâton. Un petit personnage, adorateur en prière, est à ses pieds. Sur le socle une inscription : « Sancte Lamberte ora pro nobis »« Saint Lambert Priez pour nous ». La statue est classée, en tant qu'objet, au titre des Monuments Historiques, le 15/05/1980) (statue sécurisée)[47].
  - L'orgue d'occasion transformé par l'abbé Alphonse Maire (1887-1890) puis par Joseph Voegtlé (1926-1927)[48],[49].
- Une croix du village en pierre datée de 1684 fait l’objet d’un classement au titre des monuments historiques depuis le 14 juin 1909[50],[51].
- Lavoirs, fontaine-abreuvoir[52],[53].
- Monuments commémoratifs :

Monument aux morts,.
Monument commémoratif dans l'église.

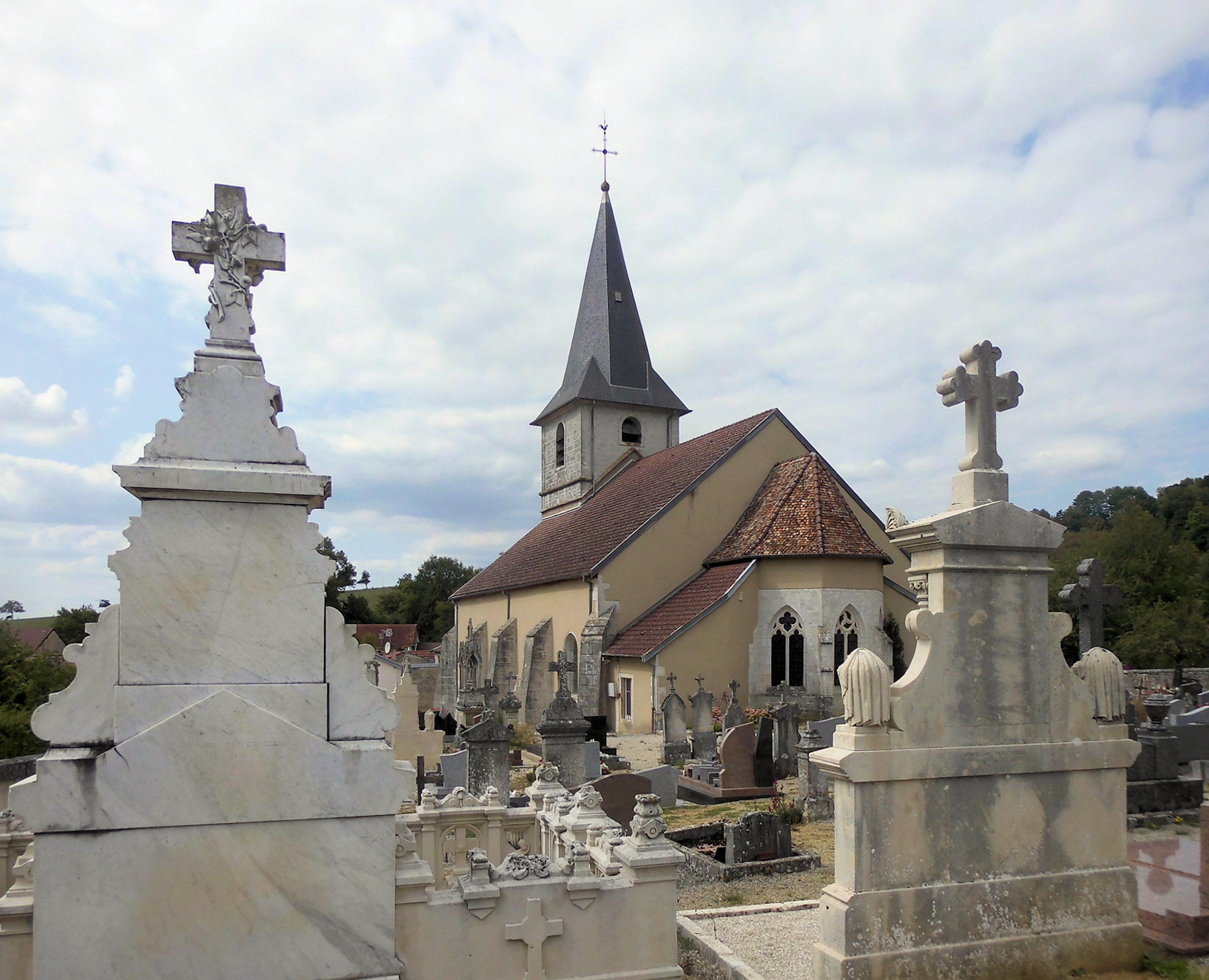
L'église Saint-Lambert, côté est.
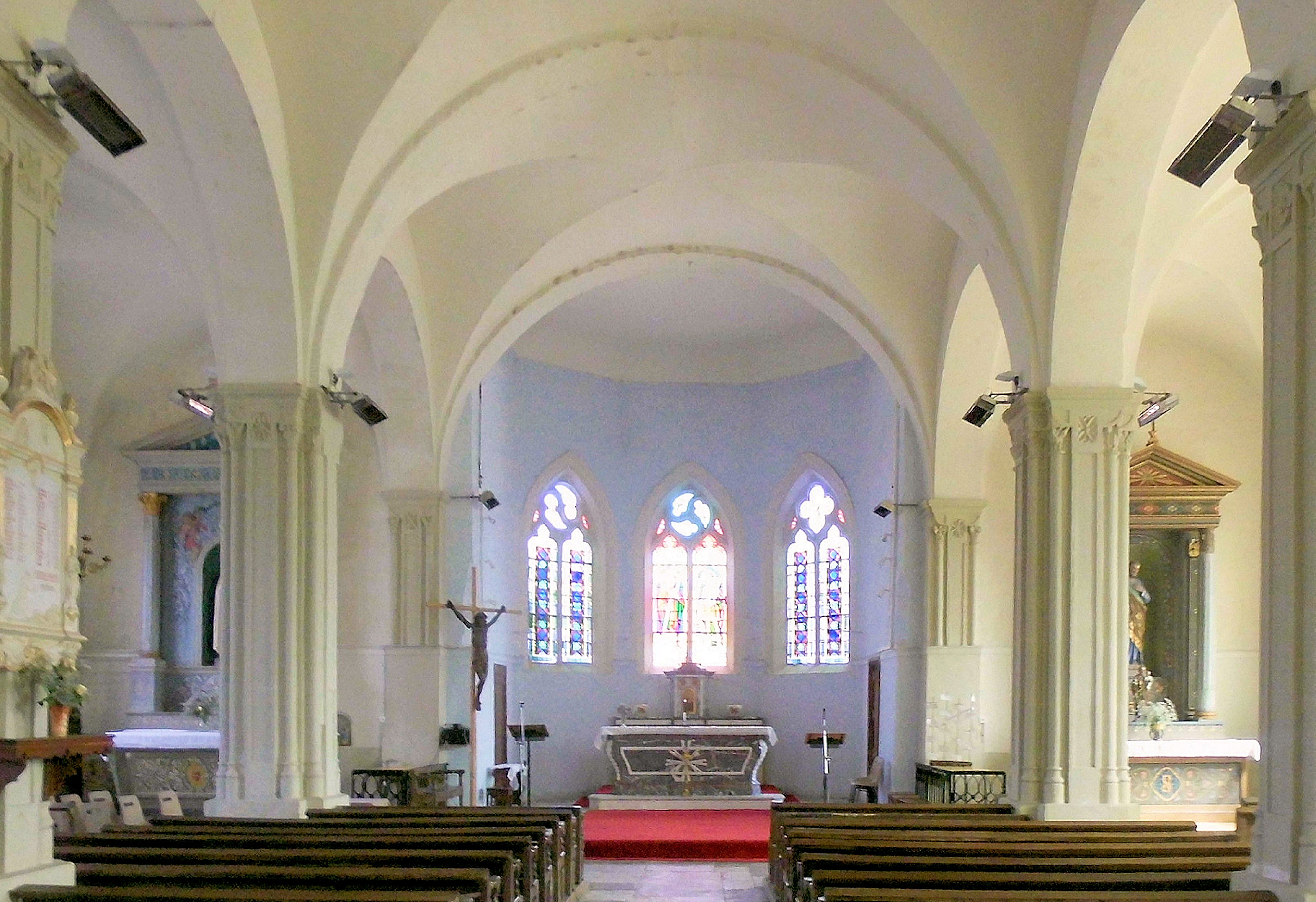
L'intérieur de l'église Saint-Lambert.
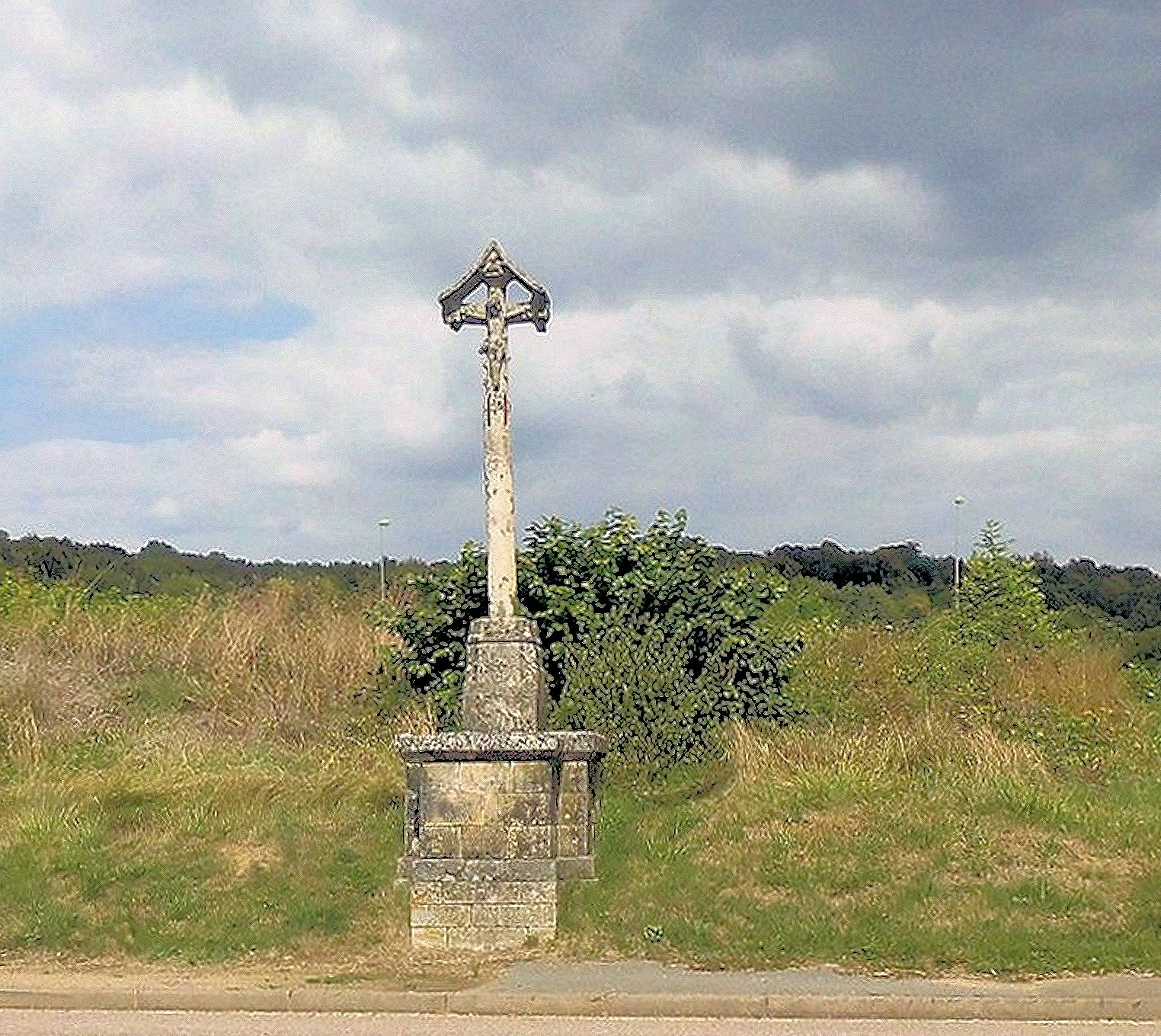
La croix monumentale.
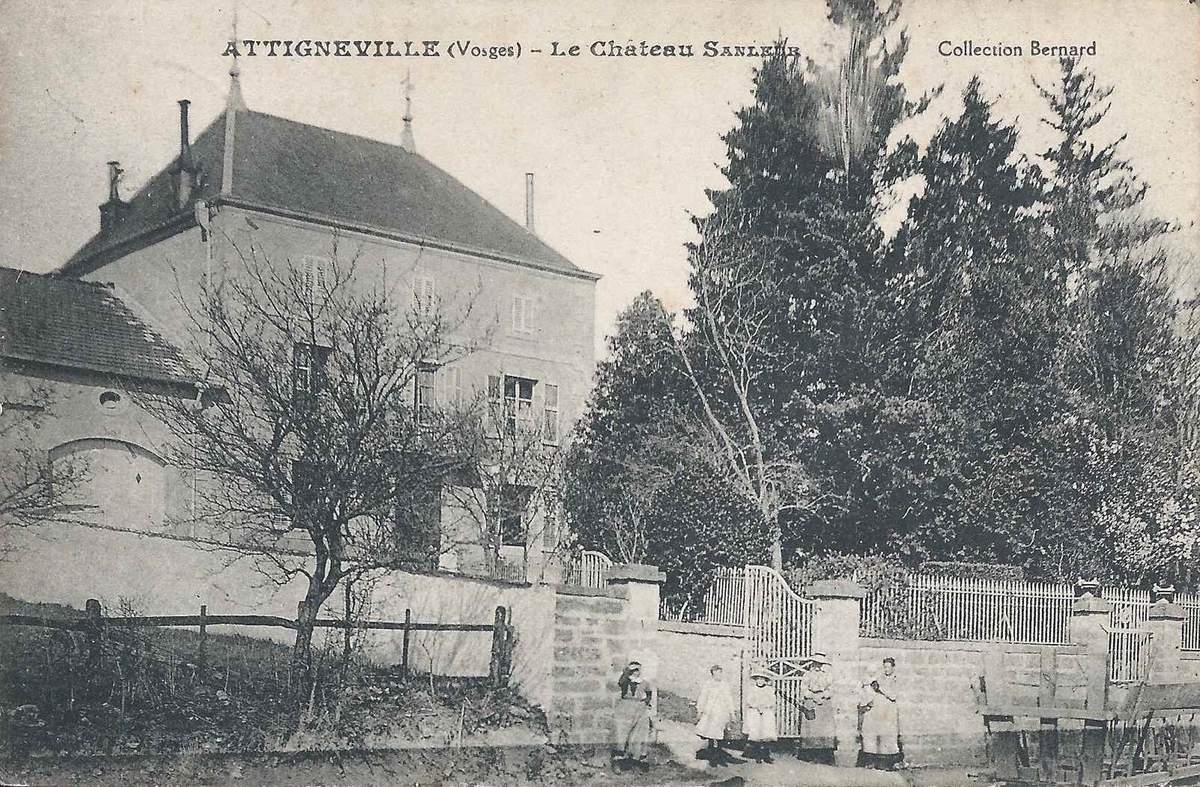
Carte postale du "château" vers 1910.

### Personnalités liées à la commune
- Charles Nicolas d'Hennezel de Valleroy (1747-1833), général des armées de la République, né dans cette commune[57].
- Joseph Pérille de Boischâteau dit Pérille-Lacroix, (1804 - Joigny † 1883 - Paris), président de la Société de viticulture de Meurthe-et-Moselle, propriétaire du château et de vignes à Saint-Max, maître de forges à Attignéville, grand-père de l'aquafortiste et sculpteur Maurice Bastide du Lude.
- René Cherpital, résistant. Il participera aux maquis sur Annecy et fut chauffeur de chefs du Maquis des Glières[58].

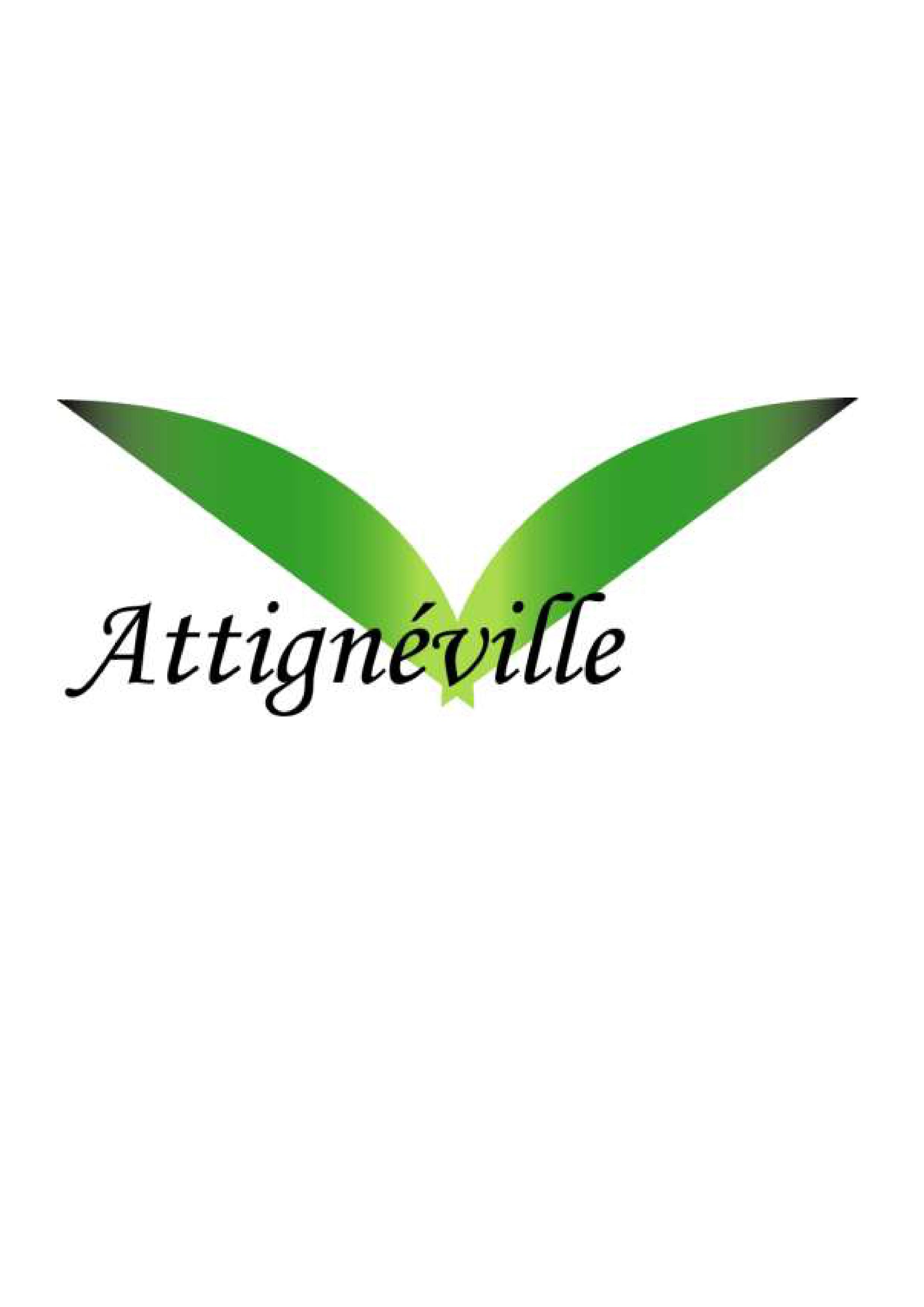
Le logo de la commune

- Médaillés de Sainte-Hélène[59].

### Héraldique, logotype et devise
Communes sans blason des Vosges
Généralités historiques
Retrouvez le logo communal ci-contre :

## Pour approfondir